# Prunus serrulata

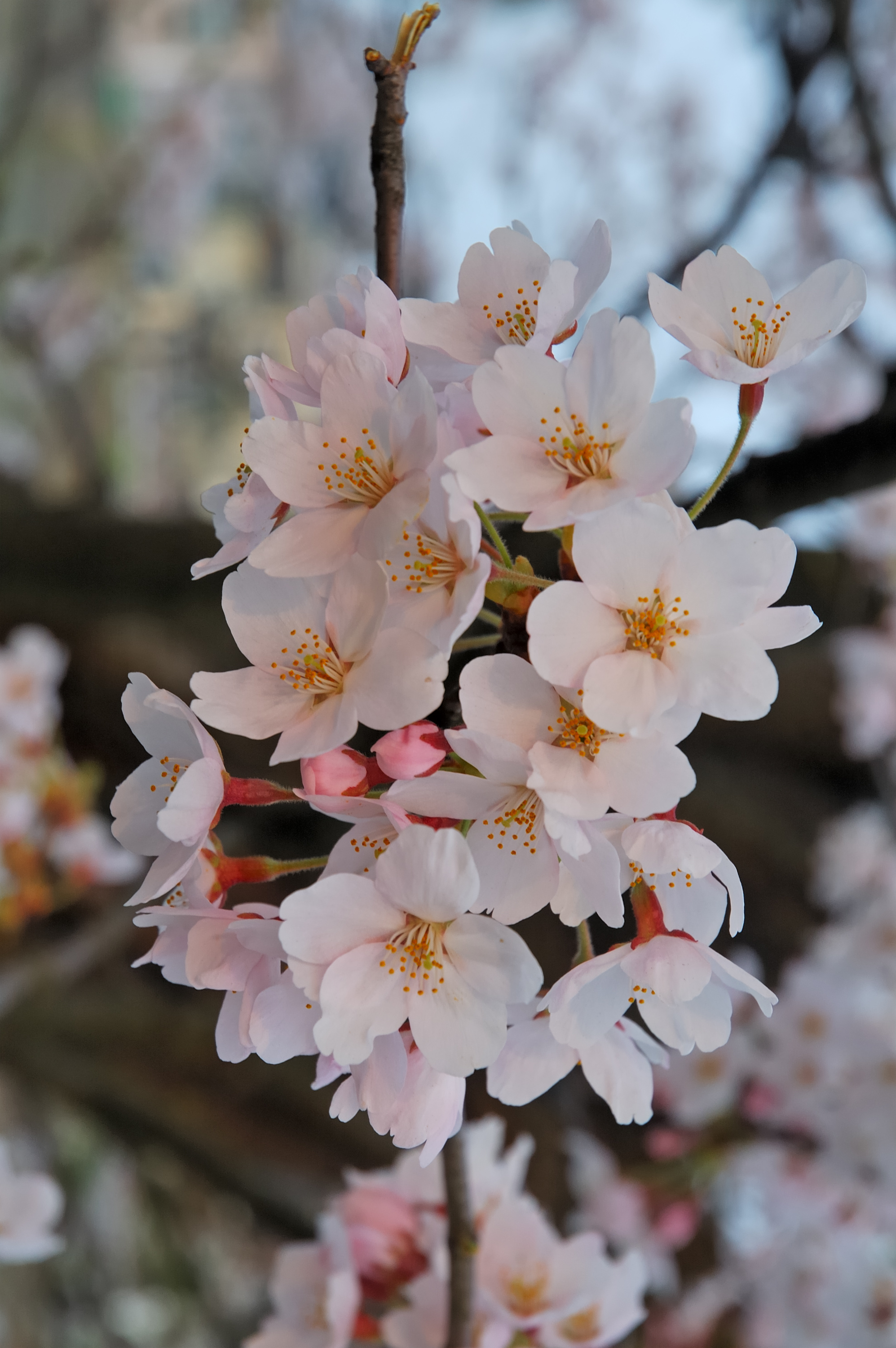
Sakura em Fukushima, Japão

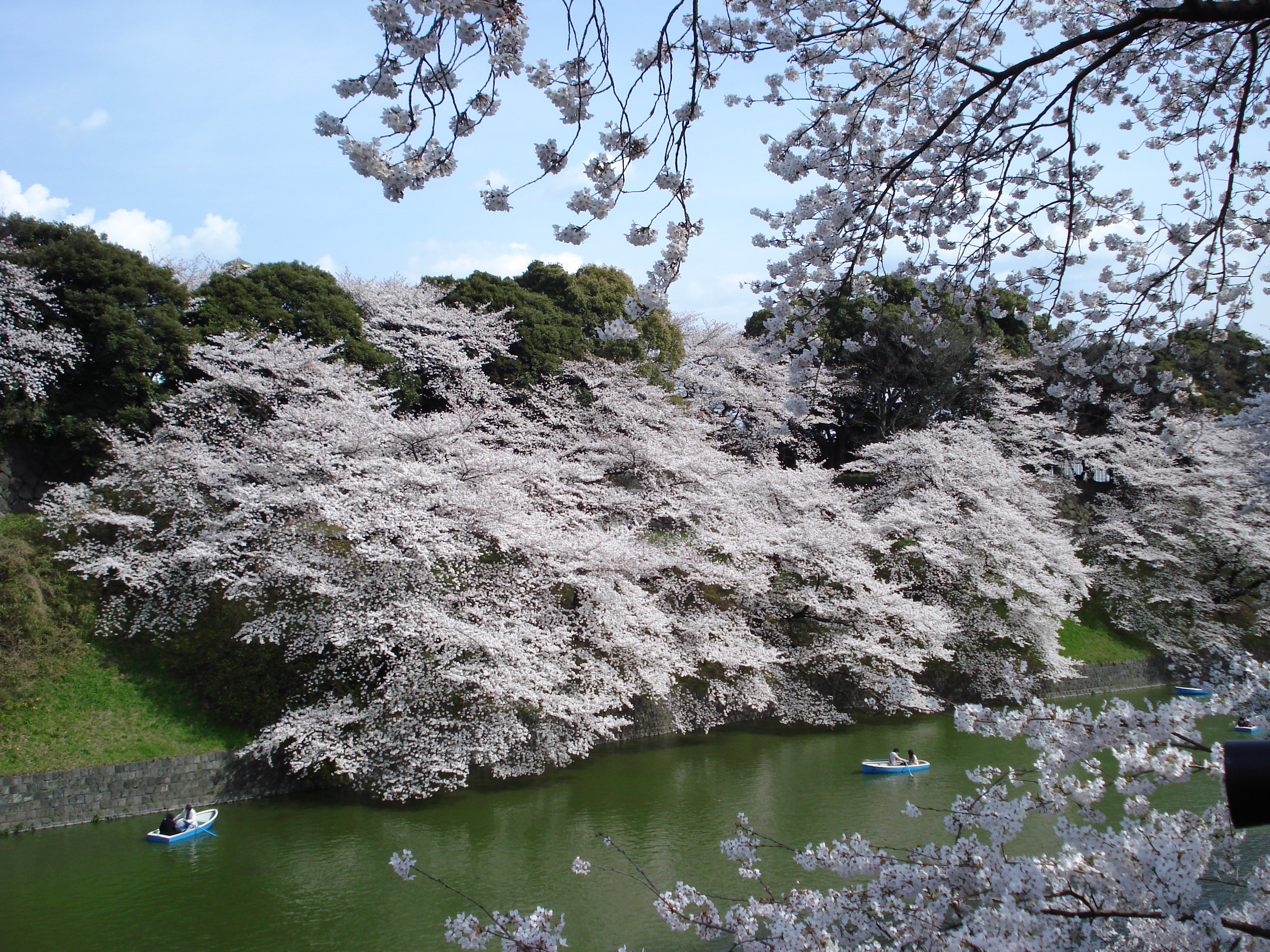
Sakura no Palácio Imperial de Tóquio

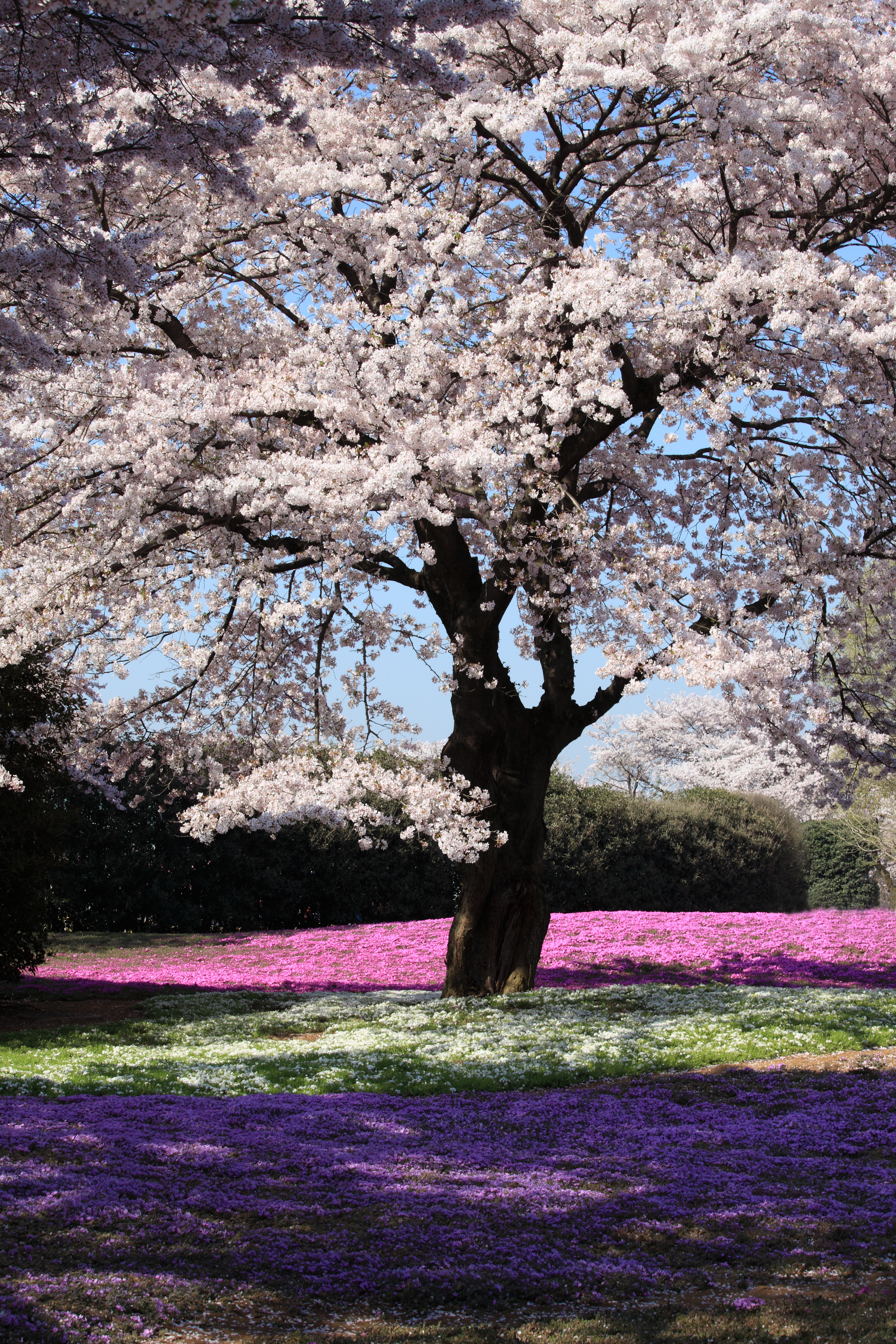
Sakura numa campina de Phlox subulata no Jardim Yachounomori em Tatebayashi, Gunma, Japão

Sakura (em japonês: kanji: 桜 ou 櫻; hiragana: さくら; romaniz.: sakura) é o nome japonês dado às cerejeiras em flor pertencentes à espécie Prunus serrulata. Dão menos frutos que a cerejeira ácida e a cerejeira doce.

## História natural
As cerejeiras são nativas de muitos países asiáticos, inclusive Japão, Coreia e China. O Japão tem uma grande variedade de cerejeiras (sakura), com bem mais de 200 cultivares.

## Apreciação floral
Durante o Período Heian (794–1191), os japoneses adquiriram muitas práticas da China,[carece de fontes?] inclusive o fenômeno social da apreciação de flores (em inglês: 花見; romaniz.: hanami), onde a família imperial, poetas, cantores e outros aristocratas se reuniriam e celebrariam sob as árvores floridas. No Japão, cerejeiras eram plantadas e cultivadas por sua beleza, para adornar os pátios da nobreza em Kyoto pelo menos desde 794. Na China, a ume, ou ameixeira chinesa, (na verdade, uma espécie de damasqueiro) era considerada a melhor, mas pela metade do século IX, a cerejeira havia substituído a ameixeira como a espécie favorita no Japão.[carece de fontes?]

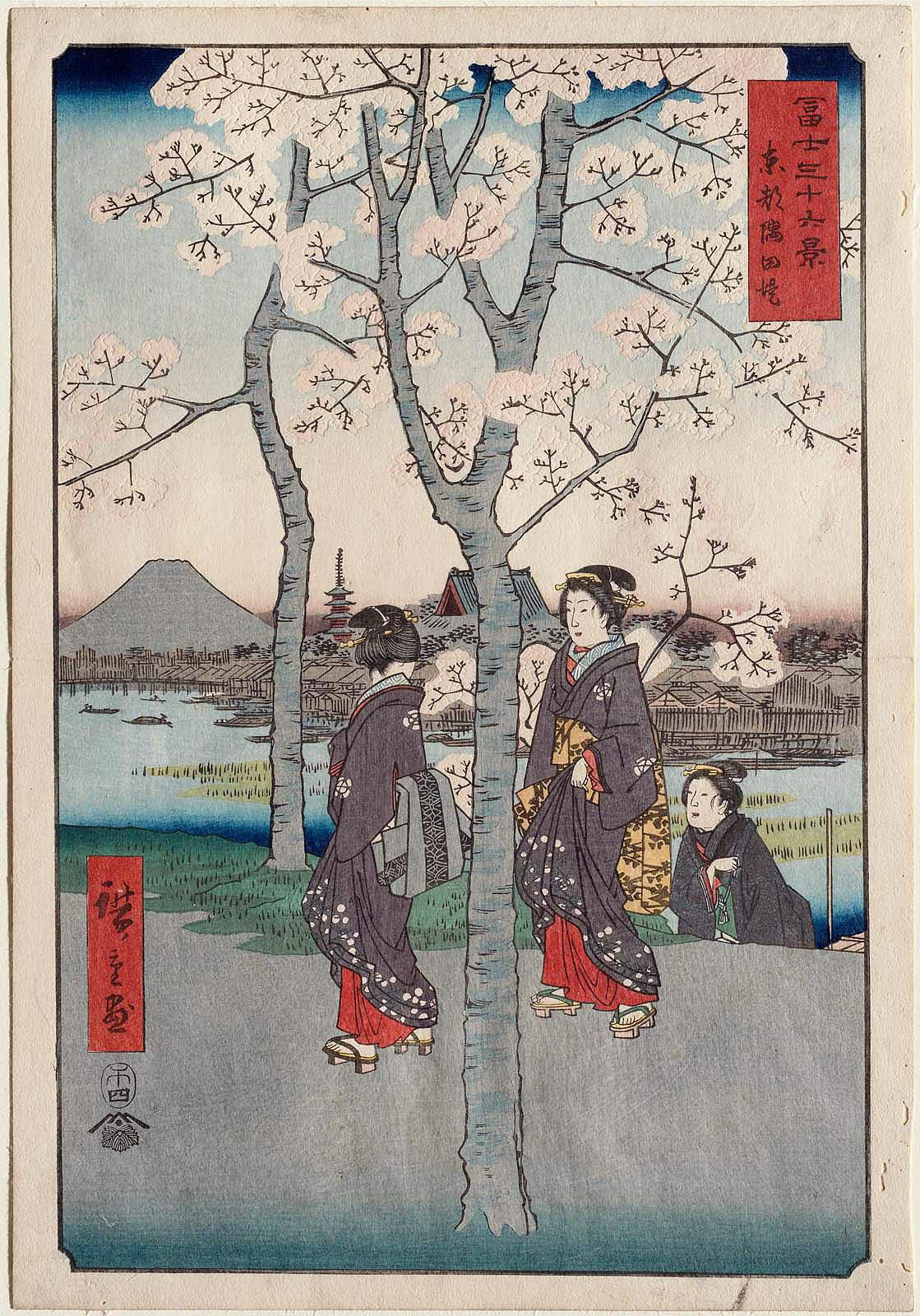
Gravura de bloco de madeira do Monte Fuji e cerejeira das 36 Vistas do Monte Fuji por Hiroshige.

Todo ano, a Agência Meteorológica Japonesa e o público acompanham a sakura zensen (a frente de afloração das cerejeiras) conforme ela avança através do arquipélago para o norte com a chegada do tempo quente por meio de previsões logo em seguida da sessão meteorológica dos jornais de TV noturnos. O desabrochar começa em Okinawa em janeiro e tipicamente chega em Quioto e Tóquio no fim de março ou começo de abril. A frente quente e o desabrochar das flores segue para áreas de maiores altitudes e para o norte, chegando em Hokkaidō algumas semanas depois. Os japoneses acompanham as previsões sobre a frente assiduamente e saem de casa em grandes números para ir a parques, santuários e templos com a família e com os amigos para festejar e apreciar as flores. Festivais Hanami celebram a beleza da cerejeira e para muitos são uma chance de relaxar e aproveitar a bela vista. O costume do hanami já tem centenas de anos no Japão: a crônica do século VIII, Nihon Shoki (em japonês: 日本書紀) fala de festivais hanami sendo celebradas desde o século III.
A maioria das escolas japonesas e dos prédios públicos tem cerejeiras do lado de fora. Já que tanto o ano fiscal, quanto o ano escolar começam em abril, em muitas partes de Honshū, o primeiro dia de trabalho ou de estudos coincide com a estação da sakura.

## Simbolismo

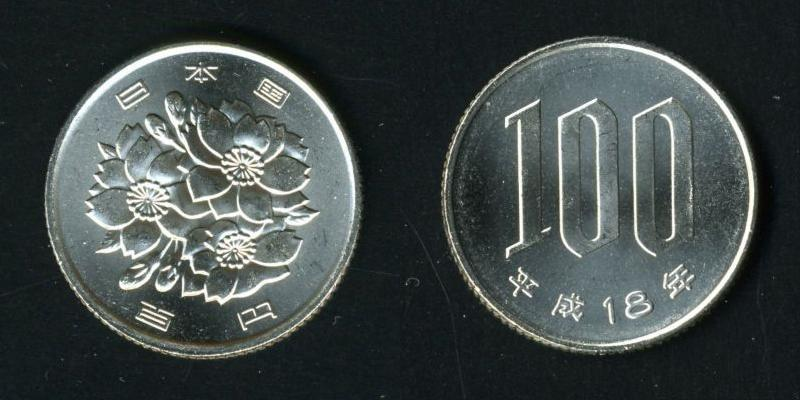
Uma moeda de 100 yen com uma sakura.

No Japão, a sakura também simboliza as nuvens, dado que elas desabrocham em massa, além de serem duradouras metáforas da natureza efêmera da vida, um aspecto da tradição cultural japonesa que é frequentemente associado com a influência budista, e que é encarnado no conceito de mono-no-aware (em japonês: 物の哀れ; romaniz.: mono no aware; lit. lit. "o pathos das coisas"; "saudade da beleza que passa"). A associação da sakura com mono no aware remonta ao estudioso do século XVIII, Motoori Norinaga. A transiência das flores, sua extrema beleza e rápida morte, foi frequentemente associada com a mortalidade; por esta razão, sakura tem um rico simbolismo, e são bastante usadas na arte japonesa, mangá, animê, e filmes, assim como durante apresentações musicais pelo efeito ambiente. A banda Kagrra, que é associada com o movimento visual kei, é um exemplo desse último fenômeno. Há pelo menos uma canção popular, originalmente feita para tocar com shakuhachi (flauta de bambu), intitulada "Sakura", e várias canções j-pop. A flor é também representada em todo tipo de produtos no Japão, inclusive kimonos, materiais de papelaria, e peças para cozinha e mesa.
A sakura é um amuleto de boa sorte e é também um emblema de amor, afeição e representa a primavera.

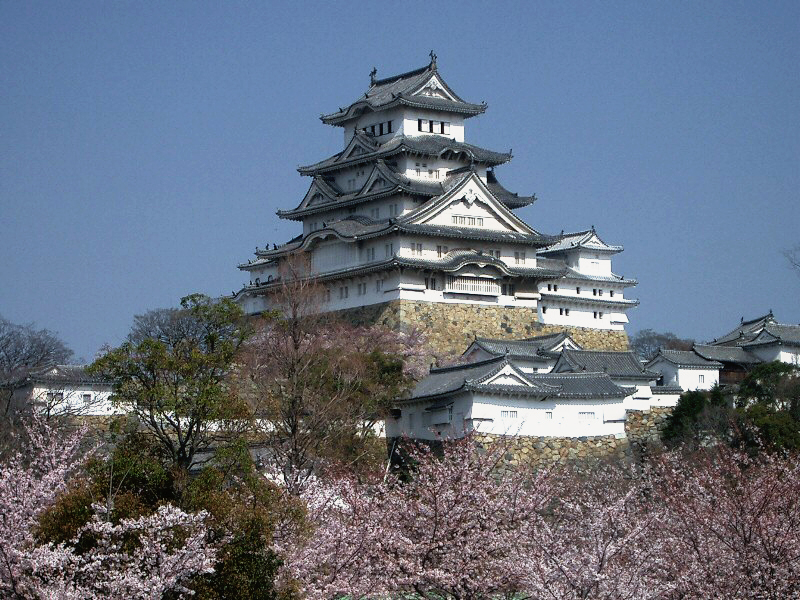
Castelo de Himeji no Japão.

Durante a Segunda Guerra Mundial, a sakura foi usada para motivar o povo japonês, para acender um espírito nacionalista e militarista dentre a população. Pilotos japoneses pintavam-nas nas laterais dos seus aviões antes de embarcar numa missão suicida, ou chegariam a levar ramos da árvore consigo. Uma sakura pintada na lateral de um bombardeiro simbolizava a intensidade e a efemeralidade da vida; desta forma, a associação estética foi alterada de tal modo que a queda das pétalas de sakura veio a representar o sacrifício dos jovens em missões suicidas para honrar o imperador. O governo chegou a encorajar o povo a acreditar que as almas dos guerreiros abatidos eram reencarnadas nas flores.
Nas suas empreitadas coloniais, o Japão imperial frequentemente plantava cerejeiras como forma de "reclamar aquele espaço como território japonês".

## Variedades
- Prunus serrulata
- Prunus serrulata var. hupehensis
- Prunus serrulata var. Kanzan
- Prunus serrulata var. lannesiana - cerejeira japonesa de floração tardia.
  - Prunus serrulata var. lannesiana f. alba
- Prunus serrulata var. pubescens - cerejeira peluda das montanhas, cerejeira coreana, cerejeira chinesa.
- Prunus serrulata var. quelpaertensis - cerejeira coreana
- Prunus serrulata var. serrulata - cerejeira chinesa
- Prunus serrulata var. spontanea
- Prunus serrulata var. tomentella - cerejeira coreana
- Prunus speciosa
- Prunus yedoensis
- Prunus sargentii

A variedade de sakura mais popular no Japão é a Somei Yoshino (Prunus yedoensis). As suas flores são de um branco quase puro, tingido com rosa pálido, especialmente perto do caule. Florescem e caem, geralmente, dentro de uma semana, antes de voltarem as folhas. Portanto, as árvores parecem quase todas alvas do topo ao chão. A variedade recebe seu nome da vila de Somei (hoje parte do bairro de Toshima em Tóquio). Foi desenvolvida entre meados e finais do século XIX, no fim do Período Edo e no começo do Período Meiji. O Somei Yoshino é tão comumente associado às cerejeiras que jidaigeki e outras obras de ficção costumam figurar essa variedade durante o Período Edo ou até antes; tais representações são anacronismos.
A sakura de inverno (fuyuzakura/Prunus subhirtella autumnalis) começa a desabrochar no outono, prosseguindo esporadicamente durante o inverno. Diz-se que é um cruzamento entre a variedade Tokyo Higan (edohiganzakura/P. incisa) e a Mamezakura/P. pendula.
Outras categorias: yamazakura, yaezakura, e shidarezakura. A yaezakura tem grandes flores, grossas e com pétalas bem rosadas. A shidarezakura, ou cerejeira chorão, tem galhos pendentes como os de um salgueiro chorão, aos quais se prendem cascatas de flores rosas.

### Cultivares
Estas variedades têm, elas mesmas, dado uma série de cultivares, incluindo:
- Prunus serrulata 'Anadogawa' - com flores rosas e colunares.
- Prunus serrulata 'Kanzan' - com flores duplas, rosas.
- Prunus serrulata 'Kiku Shidare Sakura' - com flores duplas, rosas.
- Prunus serrulata 'Royal Burgundy' - com flores duplas, rosas, e com folhagem roxa.
- Prunus serrulata 'Shirofungen' - com flores muito duplas, brancas.
- Prunus serrulata 'Shirotae' - com flores brancas, duplas.
- Prunus serrulata 'Tai Haku' - com flores brancas, simples.
- Prunus serrulata 'Ukon' - com flores semi-duplas, brancas esverdeadas.

## Cerejeiras em outros países

### Canadá
Vancouver é famosa por seus milhares de cerejeiras ao longo de muitas ruas e em muitos parques, inclusive Queen Elizabeth Park e Stanley Park. Lá ocorre o Festival de Cerejeiras de Vancouver todo ano. 
High Park em Toronto contém muitas cerejeiras Somei-Yoshino (a espécie que floresce mais cedo e que é muito amada pelos japoneses pelas suas flores brancas e macias) que foram dadas a Toronto pelo Japão em 1959. Através do Projeto Sakura, a Embaixada Japonesa doou mais 34 árvores ao High Park em 2001, e para vários outros lugares, como Exhibition Place, McMaster University, York University e os campi principal e Scarborough da University of Toronto.

### Alemanha
A cerejeira é a maior atração turística da região de pomares de Altes Land.

### Filipinas
Uma província no oeste das Filipinas, Palawan, serve de morada para as endêmicas cerejeiras Palawan, cujo nome vem de certa variedade japonesa a qual muito se assemelha.

### Coreia do Sul
Certas árvores do Palácio Gyeongbok em Seul foram derrubadas para celebrar o aniversário de 50 anos da rendição japonesa na Segunda Guerra Mundial. Apesar de já haver cerejeiras nativas da Coreia, o Japão havia plantado essas árvores em locais sagrados do Palácio, assim causando ofensa. Uma vez que elas foram cortadas, o festival e a apreciação das flores continuou com as árvores nativas. O festival de cerejeiras do Palácio Gyeongbok é um dentre vários na Coreia e é muito indicado para turistas.

### Reino Unido
O Batsford Arboretum em Gloucestershire tem a coleção nacional de cerejeiras japonesas de vila, do grupo de espécies sato-sakura.

### Estados Unidos
O Japão deu 3 020 cerejeiras de presente aos Estados Unidos em 1912 para celebrar a então crescente amizade entre as nações. Essas árvores foram plantadas no Parque Sakura em Manhattan e estão ao longo da famosa Tidal Basin em Washington, D.C., e o presente foi renovado com mais 3 800 árvores em 1965. As cerejeiras continuam a ser uma popular atração turística (e objeto do Festival Nacional das Cerejeiras) quando elas estão com a floração completa no início da primavera. Além disso, o Parque Balboa de San Diego tem 2 000 cerejeiras que florescem do meio para o fim de março. As árvores estão no Balboa Boulevard em Van Nuys, Los Angeles, California. A Philadelphia é também lar para mais de 2 000 cerejeiras japonesas, metade das quais foram um presente do governo japonês em 1926 em honra do aniversário de 150 anos da independência americana, havendo a outra metade sido plantada pela Japan America Society of Greater Philadelphia entre 1998 e 2007. As cerejeiras da Philadelphia estão em Fairmount Park, e o Festival de Cerejeiras Subaru da Grande Philadelphia celebra as árvores desabrochantes. A Universidade de Washington em Seattle também tem cerejeiras.
Outras cidades americanas tem um Festival Anual das Cerejeiras (ou Sakura Matsuri), inclusive o Festival Internacional de Cerejeiras em Macon, que tem mais de 300 000 cerejeiras. Belleville, Bloomfield, e Newark celebram anualmente o Festival de Cerejeiras do Parque Branch Brook em abril, que atrai visitantes locais, do Japão e da Índia. Em abril de 2009, o Parque Branch Brook tem uma coleção de mais de 4 000 cerejeiras em mais de quatorze variedades. O Parque Branch Brook em breve terá mais cerejeiras floridas do que Washington, D.C., graças a um programa de replantio em andamento. O Jardim Botânico do Brooklyn em Nova York também tem um grande e bem frequentado festival.

## Uso Culinário

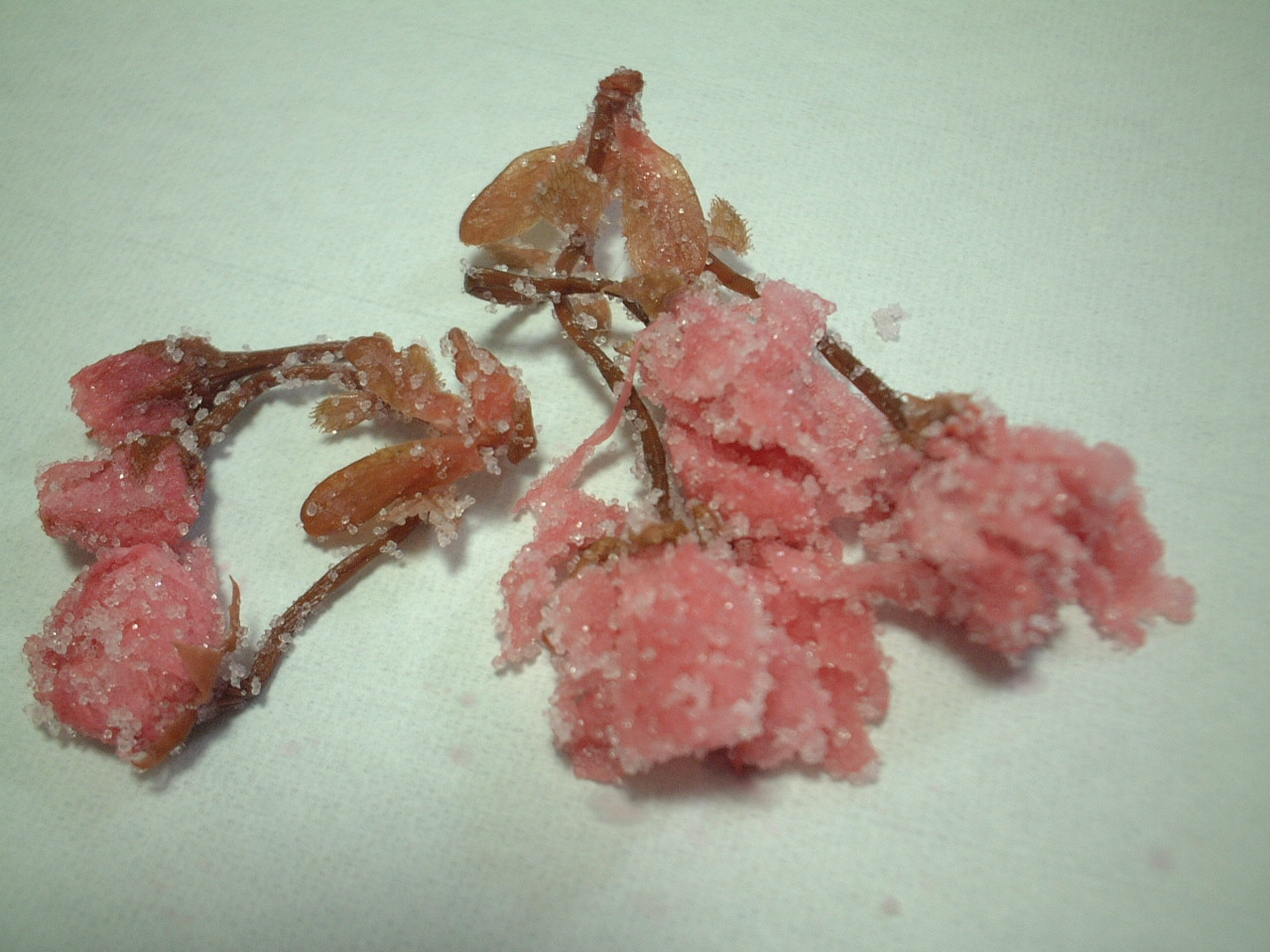
Flores curtidas.

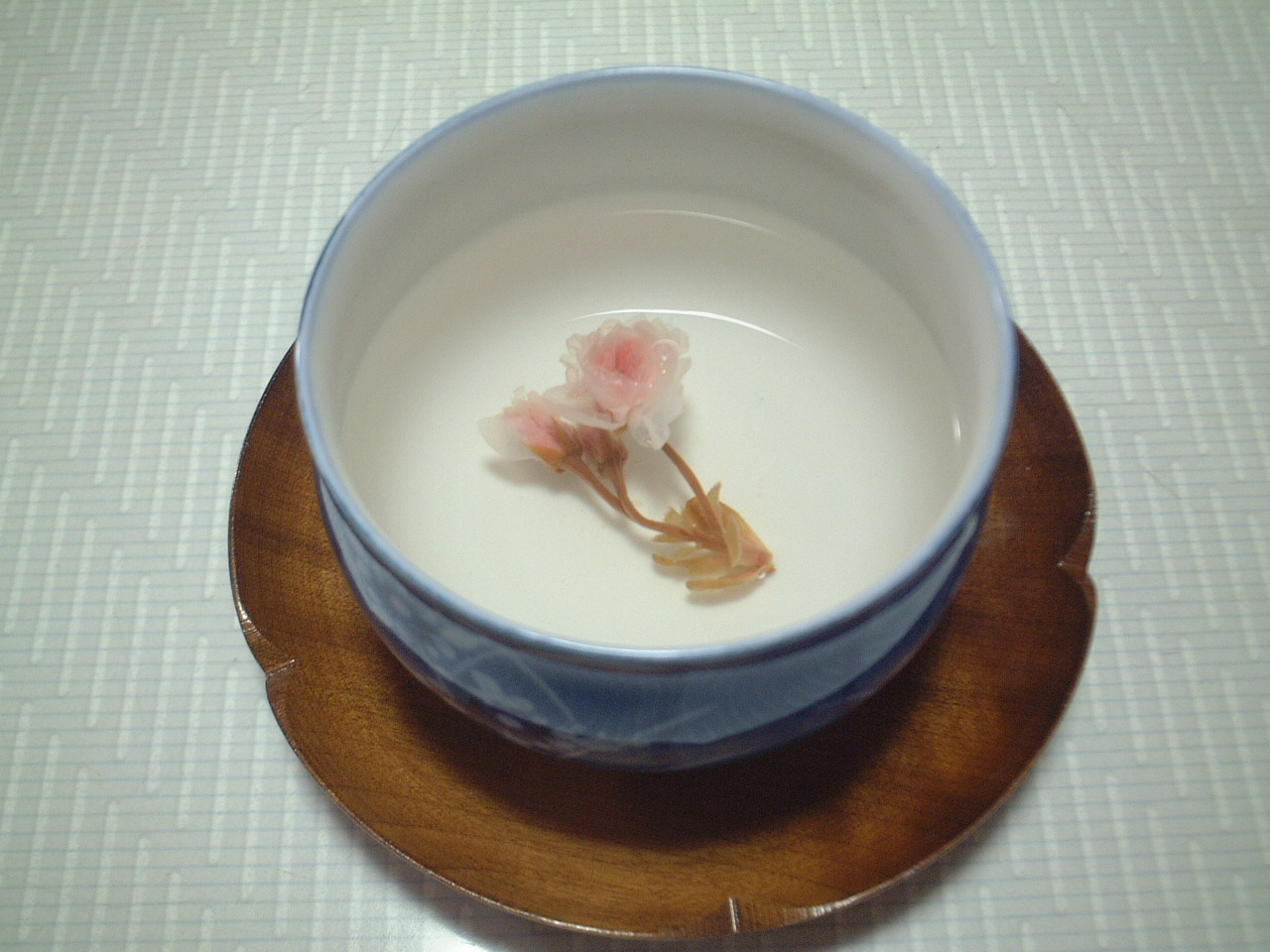
Um copo de sakurayu.

Flores e folhas de cerejeira são ambos comestíveis e usados como ingredientes no Japão. As flores são curtidas em sal e em umezu e usado para trazer para fora o sabor de um wagashi ou anpan. Flores curtidas em sal imersas em água quente são chamadas sakurayu, que é bebido em eventos festivos como casamentos em vez do comum chá verde. As folhas, principalmente as da variedade Ōshima (Prunus speciosa) por causa da maciez, são também curtidas em água salgada e usadas para fazer sakuramochi. Já que as folhas contêm cumarina, contudo, não se recomenda comê-las demais.

## Galeria

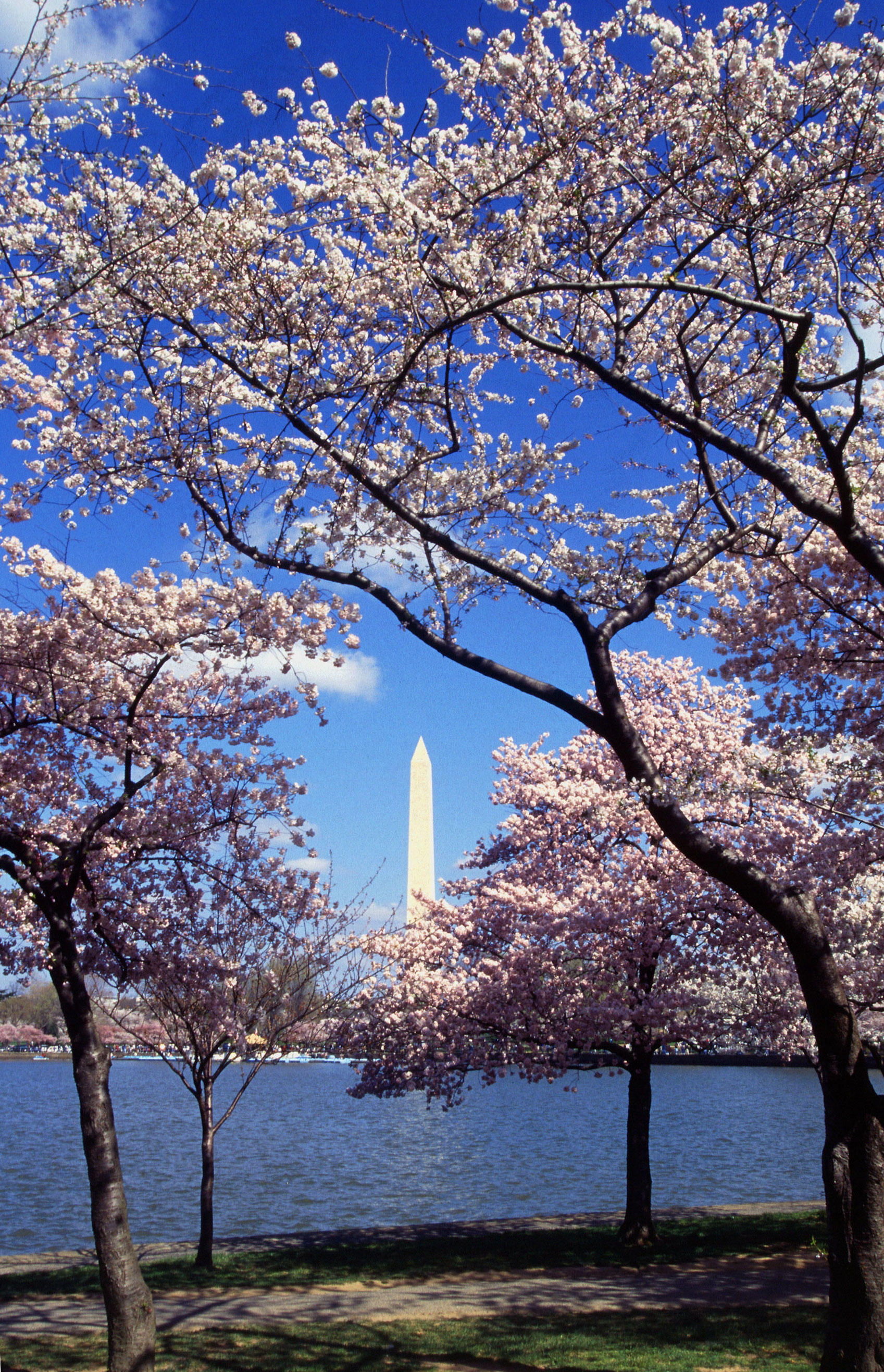
Cerejeiras em Washington, D.C.
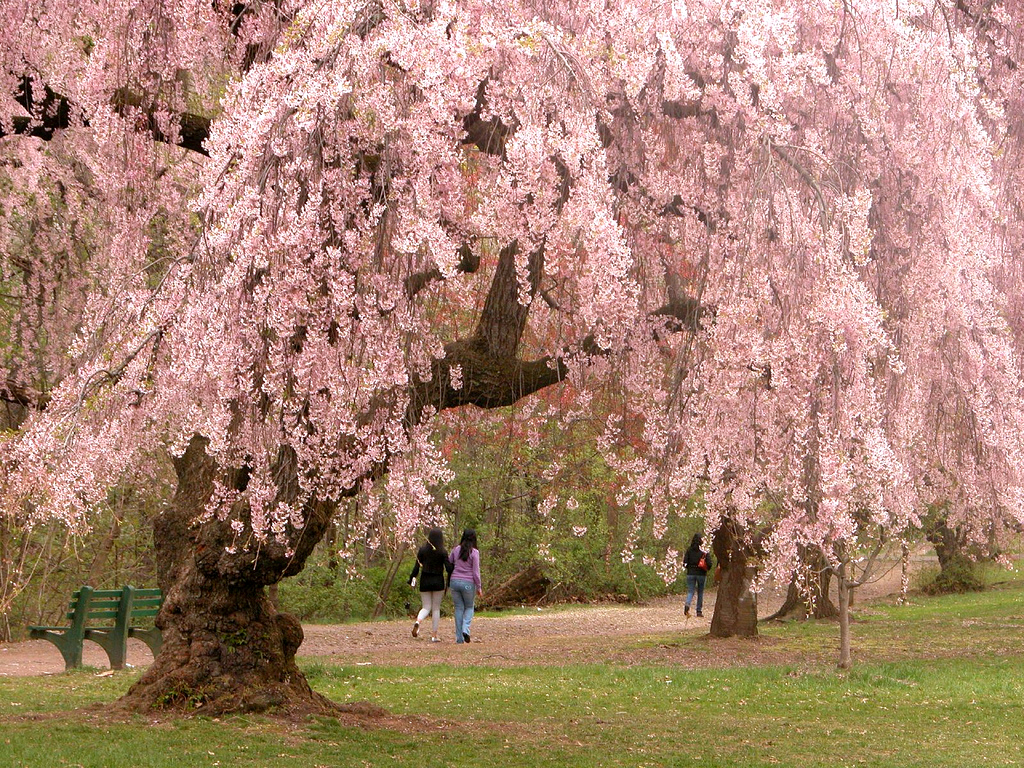
Cerejeiras em Newark, New Jersey
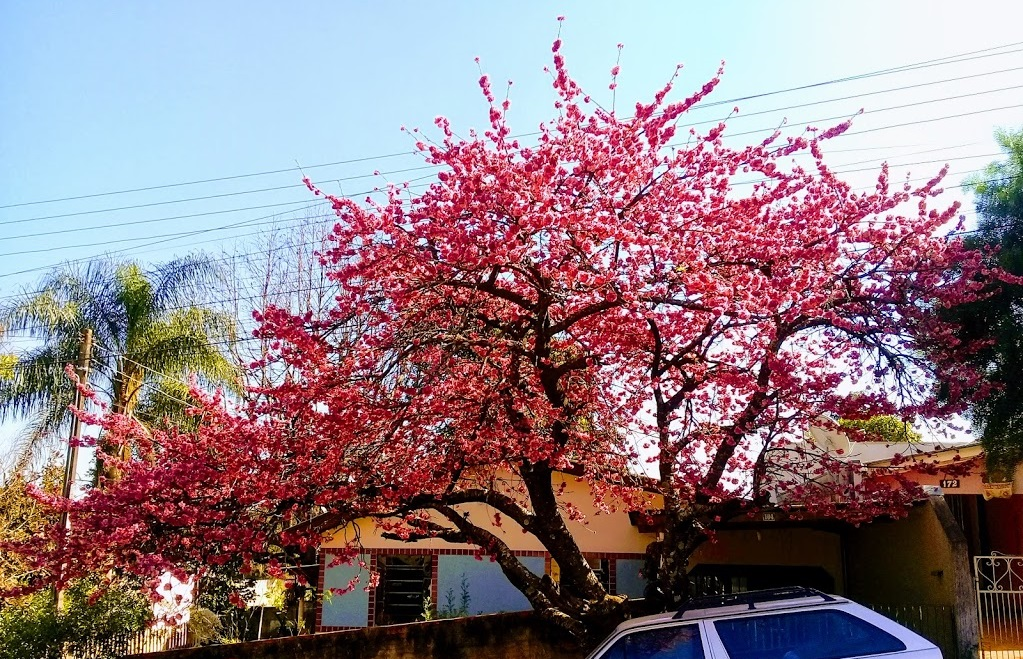
Cerejeira em Ponta Grossa, Paraná